# Samsung Galaxy J6
Samsung Galaxy J6 é um smartphone intermediário, com sistema operacional Android, da família Galaxy fabricado pela Samsung Electronics, lançado em 22 de maio de 2018, junto com o Galaxy J4 e o Galaxy J8. Sua tela é Super AMOLED de 5,6 polegadas, e também o processador Exynos 7870 com quatro núcleos de até 1,6 GHz, 2 GB de memória RAM e armazenamento interno de 32 GB.
O J6 vem com Android 8 e já possui atualização para Android 10 com a One UI 2.0.